# Novospaske, Mahdalînivka
Novospaske (în ucraineană Новоспаське) este un sat în comuna Prîiut din raionul Mahdalînivka, regiunea Dnipropetrovsk, Ucraina.

## Demografie
Componența lingvistică a localității Novospaske
     Ucraineană (93,64%)
     Rusă (6,36%)
Conform recensământului din 2001, majoritatea populației localității Novospaske era vorbitoare de ucraineană (93,64%), existând în minoritate și vorbitori de rusă (6,36%).